# Sambadrome Marquês de Sapucaí
Sambadrome Marquês de Sapucaí là một khu vực được xây dựng nhằm phục vụ cho Rio Carnival tại Rio de Janeiro, Brazil. Địa điểm này còn được gọi là Passarela Professor Darcy Ribeiro hay đơn giản là Sambódromo trong tiếng Bồ Đào Nha hoặc Sambadrome trong tiếng Anh. Tọa lạc ở trung tâm Cidade Nova của Rio de Janeiro, và là nơi cạnh tranh diễu hành giữa các đoàn samba hàng năm tại Rio Carnival. Các cuộc diễu hành thu hút hàng ngàn người Brazil và khách du lịch nước ngoài mỗi năm, và công trình cũng được sử dụng như là một địa điểm biểu diễn đa mục đích. Sambadrome được thiết kế bởi kiến trúc sư Oscar Niemeyer (1907-2012), và được xem là công trình lớn đầu tiên của ông sau khi kết thúc chế độ độc tài Brasil trong khoảng 1964-1985.

## Nâng cấp cho Olympic và Paralympic Mùa hè 2016
Tại Thế vận hội Mùa hè 2016, đây là nơi diễn ra môn bắn cung và nội dung marathon môn điền kinh, còn tại Paralympic 2016 sẽ là nơi tổ chức môn bắn cung.
Để chuẩn bị cho Olympic, một nhà máy Brahma cũ ở gần bị phá hủy để mở rộng khán đài tăng công suất lên 18.000 chỗ ngồi, phù hợp với dự án ban đầu của Niemeyer với tổ hợp Sambadrome được thiết kế đối xứng. Nơi đây được mở lại ngày 7 tháng 2 năm 2012. Thị trưởng Eduardo Paes và kiến trúc sư Oscar Niemeyer tham dự buổi lễ.